# 新尼古拉耶夫卡村
新尼古拉耶夫卡村（俄语：Село Ново-Николаевка）是俄罗斯联邦阿斯特拉罕州阿赫图宾斯克区所属的一个村。其下辖有1个居民点，行政中心为新尼古拉耶夫卡。据2015年统计，该村的人口为1102人。